# Regi Davis
Reginald Benjamin Davis, auch Reggie Davis (geb. vor 1990 in Baltimore) ist ein US-amerikanischer Schauspieler. Bekannt wurde er als Mr. Sammich aus der Serie Game Shakers – Jetzt geht’s App.

## Leben
Regi Davis tritt seit 1996 regelmäßig im Film und Fernsehen in Erscheinung. Im Jahr 1998 hatte er eine Rolle des Polizisten aus den Film John Waters’ Pecker. Er hatte auch einen Auftritt in dem Film City of McFarland. Sein Schaffen umfasst mehr als 50 Produktionen.

## Filmografie (Auswahl)
- 1990: Cry-Baby (als Reggie Davis)
- 1998: John Waters’ Pecker
- 2003–2005: Las Vegas (4 Folgen)
- 2007: Criminal Minds (Fernsehserie, eine Folge)
- 2015: City of McFarland
- 2015–2019: Game Shakers – Jetzt geht’s App